# ジャカル酸
ジャカル酸（Jacaric acid）は、共役多価不飽和脂肪酸の一つ。
ジャカランダ(Jacaranda mimosifolia)にて自然に生成し、その種には約36%のジャカル酸が含まれている。